# Romanoro
Romanoro (Armanôr in dialetto frignanese), anticamente Armanorium o Armanorio, è una frazione del comune di Frassinoro, in provincia di Modena.
Si trova sull'appennino modenese a circa 700 m s.l.m. e ha un'estensione di 14 km².
Al censimento del 2020 risultava avere 166 residenti.

## Storia
Le prime notizie ufficiali riguardanti il paese di Romanoro risalgono al XIII secolo, più precisamente al 1204, anno in cui giurò fedeltà al comune di Reggio Emilia. La chiesa di san Benedetto in Armanorio è citata in una carta del 1302 come appartenente alla Pieve di Menozzo, in seguito passata alla Pieve di Toano.

## Dislocamento
Romanoro è suddivisa in varie borgate: Favale, Vigne, Macchia dell'Olmo, La Sette, Arevecchie, Roncatello, I Boschi, Alcadilà, Lagadello, Teggia, Fola, Santa Scolastica, Cantiere, Piandivenano, Rovinato, Canalina, Castellaccio, La Chiesa, Cerreto, Montale, Panigale, La Capanna, La Cà.

## Clima
La sua posizione geografica, nella valle del fiume Dolo, permette un'estate con un clima non troppo caldo.

## Infrastrutture e trasporti
Nel maggio 2009 fu iniziata la costruzione di un viadotto sulla frana di Valoria, smottamento storico del terreno che periodicamente investe il fondovalle del Dolo; l'opera fu ultimata pochi mesi dopo, a ottobre dello stesso anno, e inaugurata il 14 novembre.
Lungo circa 160 metri sovrappassa quella che è stata definita una delle più grandi frane d'Italia.